# McCauley Propeller Systems
McCauley Propeller Systems est une société américaine spécialisée dans la fabrication d'hélices pour l'aéronautique.

## Histoire

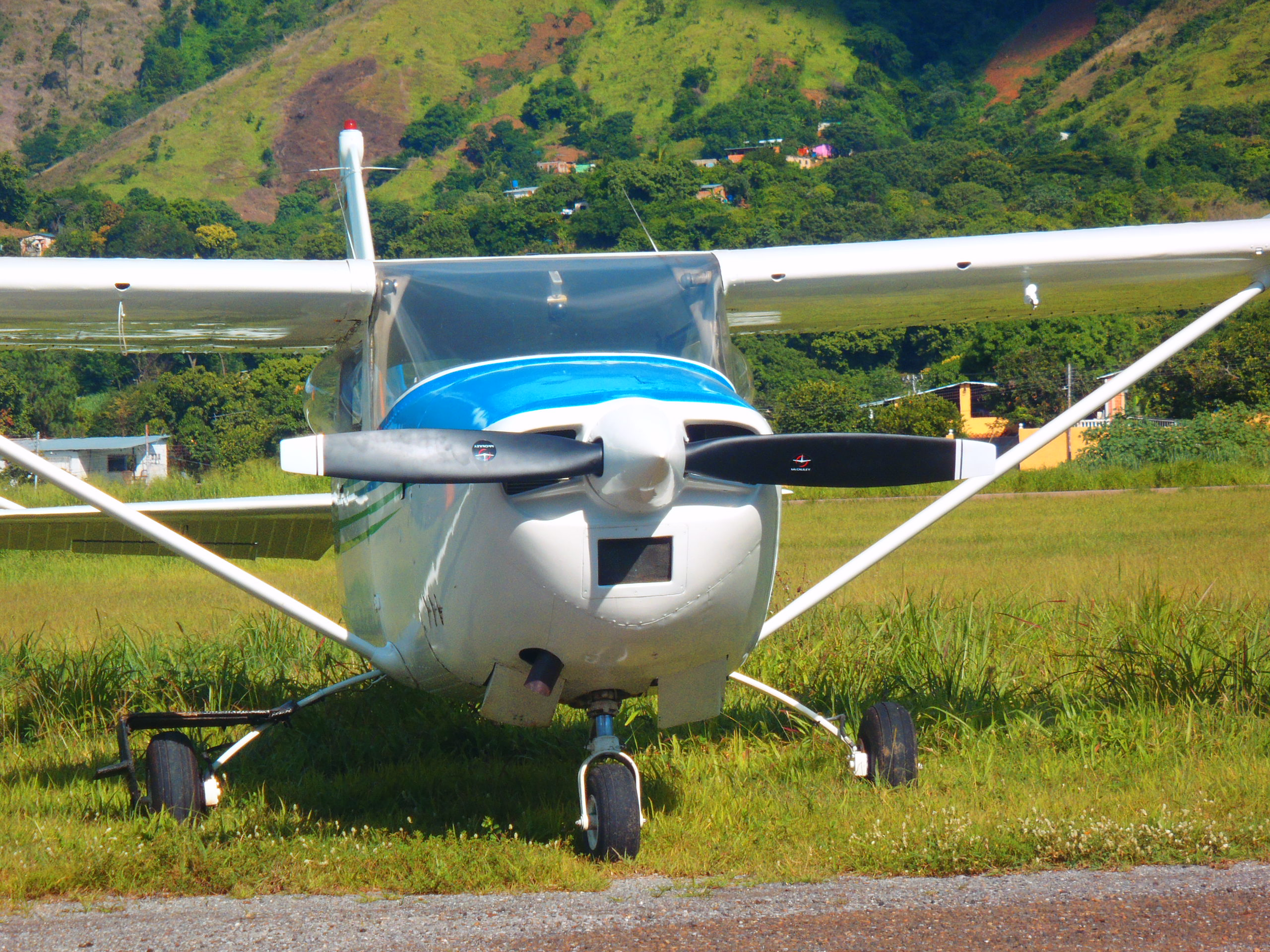
Hélice McCauley sur Cessna 172

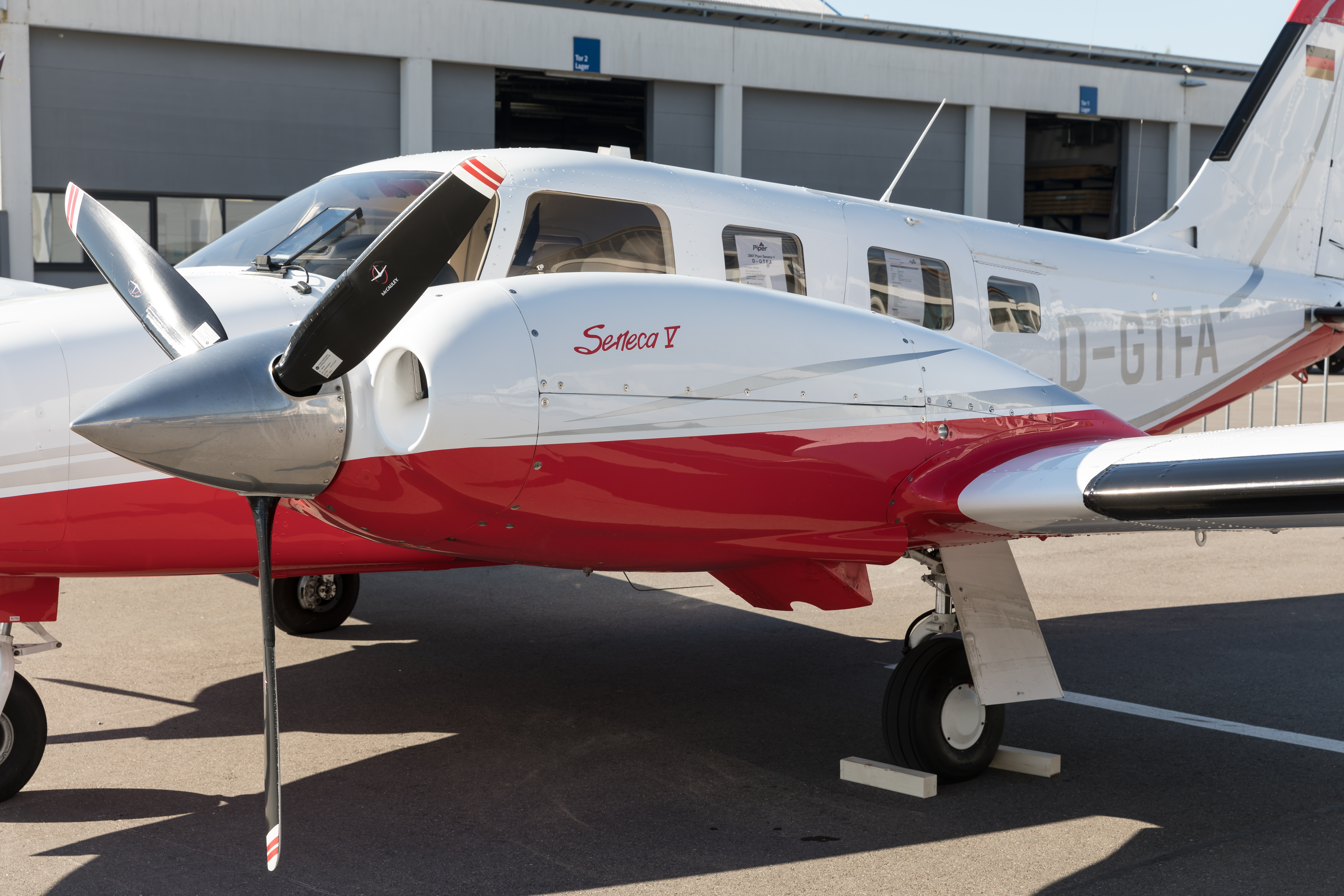
Hélice McCauley sur Piper Seneca

McCauley Aviation Corporation est fondée en 1938 par Ernest G. McCauley. La société est basée à Dayton, Ohio et produit des hélices en bois.
McCauley invente la première hélice en métal ajustable au sol en 1941 et la première hélice entièrement forgée en aluminium en 1946. La société produit 20 000 hélices en métal pendant la Seconde Guerre mondiale.
La société est acquise par Cessna en 1960. Le siège social est déplacé à Wichita, Kansas. McCauley intègre le groupe Textron lors du rachat de Cessna en 1992 et devient McCauley Propeller Systems en 1996.
La société déplace sa production de Dayton, Ohio à Columbus, Géorgie en 2002.